# Ligurské moře
Ligurské moře (francouzsky Mer Ligure, italsky Mar Ligure) je částí Středozemního moře. Nachází se v severní části mezi ligurským pobřežím Itálie, Korsikou, Elbou a východní částí Azurového pobřeží (francouzské riviéry). Zaujímá plochu přibližně 120 000 km², jeho největší hloubka je 2 569 m. Mezi nejvýznamnější přístavy na pobřeží patří Janov, La Spezia a Livorno.